# Lasse Virén
Lasse Artturi Viren (Myrskylä, Uusimaa; 22 de julio de 1949) es un exatleta finlandés, especialista en pruebas de fondo. Ganó cuatro medallas de oro olímpicas entre 1972 y 1976 en 5000 y 10 000 metros. Cuatro veces campeón olímpico y exmiembro del Parlamento. Virén ganó los 5.000 y 10.000 metros en los Juegos Olímpicos de Múnich 1972 y Montreal 1976. Durante su carrera, también corrió un récord mundial tanto en distancias como en dos millas, así como varios récords finlandeses.
Virén es el último finlandés en ganar una medalla olímpica en carrera de atletismo. Durante su carrera, Virén representó al club deportivo Myrskylän Myrsky. Terminó su carrera activa después de los Juegos Olímpicos de Moscú de 1980.
Virén fue diputado de 1999 a 2007 y de 2010 a 2011 miembro del grupo parlamentario del Partido de la Coalición Nacional. Presidió el consejo municipal de su municipio natal de Myrskylä de 1993 a 2012.

## Biografía

### Primeros años
Lasse Virén nació en 1949 en Myrskylä, hijo del camionero Ilmari Virén y de Elvi Virén. Tiene dos hermanos mayores y un hermano menor. Su hermana mayor, Iris, murió a la edad de seis meses. Los padres del padre también vivían en la misma casa. El joven Lasse utilizaba su tiempo libre para practicar deportes, como el esquí.

## Carrera deportiva

### Pasos: primeros años
Virén comenzó a practicar carreras de resistencia en serio a los 16 años, pero todavía por su cuenta. Comenzó a entrenar regularmente en 1967 con pequeñas distancias bajo la guía de su hermano Nisse y el consejo del corredor nacional Pertti Sarioma. Además, realizaba trabajos manuales en la empresa de transporte de madera de su padre. En 1967, Virén terminó segundo en el Campeonato de Finlandia de Cross Country y ganó el campeonato en los 3.000 metros. Luego logró el récord finlandés de 8:32.8 en los 3.000 metros y 14:59.4 en los 5.000 metros.[4]
En 1968, Virén se alistó como voluntario en el cuerpo deportivo del ejército. Allí fue entrenado por Hannu Posti, bajo el cual las sesiones de entrenamiento se volvieron más duras y el número de sesiones de entrenamiento aumentó en un tercio. Sin embargo, los resultados no mejoraron de inmediato. Virén terminó 16.º en la categoría juvenil en el Campeonato de Finlandia de Cross Country y 11.º en los 5.000 metros con un tiempo de 15:20.0. Según la leyenda del ejército, Virén habría corrido 4.700 metros salvajes en la prueba de Cooper entre 1967 y 1968. En realidad, corrió esa distancia en una prueba de carrera de 15 minutos.
En 1969, el número de ejercicios volvió a aumentar en casi un tercio y los resultados comenzaron a mejorar. Virén ganó el Campeonato de Finlandia de Cross Country y batió los récords nórdicos juveniles tanto en los 5.000 metros (13:55.0) como en los 3.000 metros (8:05.2). Representó a Finlandia en los 5.000 metros adultos contra Noruega (victoria), Suecia (victoria) y Gran Bretaña (3.er lugar). Ganó los 5.000 metros adultos en los Juegos de Kaleva con un tiempo de 14:10.2.
En el otoño de 1969, Virén le pidió al entrenador de atletismo Rolf Haikkola que fuera su entrenador. Haikkola consideraba a Virén muy prometedor y comenzó a preparar un programa de entrenamiento para él. Dado que Haikkola no quería que su empleador supiera de la relación de entrenador, Virén nombró a un entrenador sustituto para el sindicato.
A principios de 1970, Virén entrenó en la Universidad Brigham Young en Utah y compitió por ella. El enfoque principal de su entrenamiento en Estados Unidos fue el entrenamiento a intervalos, y Virén compitió doce carreras de 2 a 6 millas en la sala y en la pista. Después de regresar a Finlandia, los músculos de Virén estaban atascados después de un duro entrenamiento en asfalto y competiciones en pista cubierta. Como resultado, sus carreras de principios de temporada salieron mal, y el viaje de entrenamiento fue criticado como una pérdida de dinero. En agosto, Virén ya corrió su récord de 5.000 m de 13:43.0. En el mismo viaje, fue cuarto en los Juegos de Kaleva y primero en el partido de Suecia.[7]
Debutó en la escena internacional con un 7.º puesto en los 5000 m de los Campeonatos de Europa de Helsinki (1971).

### Múnich 1972
Fue una de las grandes estrellas de los Juegos Olímpicos de Múnich 1972, al conseguir ganar tanto en 5000 como en 10 000 m. Además en los 10 000 m batió el récord mundial con 27:38,4 en una carrera épica en la que sufrió un tropezón y se cayó cuando iba por la vuelta 12, y aun así se levantó y consiguió la victoria y el récord.
Era el cuarto atleta de la historia en ganar ambas pruebas en los Juegos Olímpicos, tras Hannes Kolehmainen en 1912, Emil Zátopek en 1952 y Vladímir Kuts en 1956.
Pocas semanas después de los Juegos, estableció en Helsinki un nuevo récord mundial en los 5000 m con 13:16,4.
En los años siguientes, su nivel bajó bastante y no consiguió acercarse a sus registros anteriores. En los Campeonatos de Europa de Roma (1974) solo pudo ganar la medalla de bronce en los 5000 m y ser 7.º en los 10 000 m. 

### Montreal 1976
Sin embargo, llegó en plena forma a los Juegos Olímpicos de Montreal 1976, donde además intentó igualar la proeza de Zatopek ganando los 5000 m, los 10 000 m y la maratón en unos mismos Juegos. Finalmente, Virén ganó oro en los 5000 y en los 10 000, mientras que fue 5.º en la maratón (disputada 18 horas después de la final de los 5000 metros).
Fue el primer atleta de la historia en hacer el doblete en los 5000 y los 10 000 m en dos Juegos Olímpicos —el atleta británico Mo Farah repitió la hazaña en los Juegos Olímpicos de Londres 2012 y Río de Janeiro 2016—.
Se vio salpicado por la polémica cuando después de ganar los 10 000 m en Montreal dio la vuelta de honor exhibiendo sus zapatillas en la mano. El Comité Olímpico Internacional le recrimininó por esta supuesta publicidad de su patrocinador. Virén destacó el hecho de que sufría ampollas en ambos pies.

### ¿Dopaje?
Sus hazañas han ido acompañadas por la sombra del dopaje. Se especulaba, cuando aún estaba en activo, que combinaba el entrenamiento en altitud con autotransfusiones de sangre, empleando lo que comúnmente se denomina el dopaje sanguíneo —es necesario aclarar que esta práctica no era ilegal en los años 1970, y que solo fue prohibida a partir de 1985—. En cualquier caso, es evidente que tal uso ofrecería una cierta ventaja sobre el resto de los atletas que no utilizaban este método.
No obstante, tales pruebas nunca fueron verdaderamente confirmadas por el atleta finlandés. Es más, una editorial alemana ofreció en su día un millón de dólares solicitándole la verdad sobre el dopaje sanguíneo. Virén aceptó declarar su versión de la historia. Mas en cuanto el campeón olímpico dejó claro que nunca se había dopado, la oferta desapareció. Esto ocurría cuando se ganaba la vida como policía, ganando una cantidad mezquina, en su ciudad natal de Myrskylä y dependiendo de apoyos esporádicos y tacaños de la Federación Finlandesa de Atletismo para trasladarse a Brasil y Colombia para entrenar en relieves con altitud y clima estable.
Parte de la razón por la que se ha sospechado su dopaje es debido al uso de tal método por otros atletas finlandeses de la época. También se sabe que su personalidad, a veces sarcástica, daba a pensar lo que de verdad estaba haciendo entre carreras. Cuando los reporteros le preguntaban cuál era su secreto, muchas veces respondía que tomaba leche de reno; sin embargo, quizás lo que más le persiguió fue su silencio ártico y su obsesión a no darle más vueltas a la cosa.

### Retirada
Se retiró del atletismo tras los Juegos Olímpicos de Moscú 1980, donde ocupó la 5.ª plaza en los 10 000 m, a pesar de haber estado arrastrando una lesión en el muslo que casi lo dejó en la deriva. Logró su clasificación para la final de los 10 000 m solo porque el irlandés John Treacy se lesionó en una de las semifinales (en las clasificatorias, Virén consiguió un insuficiente tiempo de 28' 45"). Merced a este forfeit y al hecho de que era el siguiente atleta con mejor marca, consiguió meterse en su tercera final olímpica de 10 000 metros.
Es uno de los grandes atletas de la historia, y una figura enormemente popular en su natal Finlandia. Uno de sus grandes pasatiempos es la caza de ciervos y renos.
En los años 1970, sus actuaciones rememoraban la época de los «finlandeses voladores», como Hannes Kolehmainen, Paavo Nurmi o Ville Ritola, grandes dominadores de las pruebas de fondo en la década de 1920.

## Resultados
- Europeos de Helsinki 1971 - 7.º en 5000 m (13:38,6)
- Juegos Olímpicos de Múnich 1972 - 1.º en 5000 m (13:26,4), 1.º en 10 000 m (27:38,4)
- Europeos de Roma 1974 - 3.º en 5000 m (13:24,6), 7.º en 10 000 m (28:29,2)
- Juegos Olímpicos de Montreal 1976 - 1.º en 5000 m (13:24,76), 1.º en 10 000 m (27:40,38), 5.º en Maratón (2h13:10)
- Juegos Olímpicos de Moscú 1980 - 5.º en 10 000 m (27:50,5)

## Récords del mundo
5000 metros:
- 13:16,4 - Helsinki, 14 de septiembre de 1972

10 000 metros:
- 27:38,4 - Múnich, 3 de septiembre de 1972

2 millas:
- 8:14,0 - Estocolmo, 14 de agosto de 1972

## Mejores marcas
- 5000 metros - 13:16,4 (Helsinki, 14 de septiembre de 1972)
- 10 000 metros - 27:38,4 (Múnich, 3 de septiembre de 1972)
- Maratón - 2h13:11 (Montreal, 31 de julio de 1976)

## Política
Fue candidato del presidente Urho Kekkonen para el colegio electoral del Partido Liberal (Liberaalinen Kansanpuolue, LKP) en las elecciones presidenciales de 1978; sin embargo, no resultó elegido. Poco después, se enroló en las filas del Partido de Coalición Nacional (Kansallinen Kokoomus), de centroderecha, por el que fue elegido miembro del Eduskunta (Parlamento finlandés) en los periodos 1999-2007 y 2010-2011.
Sirvió como miembro del Concejo Municipal de Myrskylä en la década de 1980, y fue miembro de la Federación Finlandesa de Deportes en los periodos 1990-1991 y 1993-1994.